# مطار ابن فرناس الدولي

مطار فرناس الجوي يقع هذا المطار في محافظة ديالى 53 كم شمالي شرق بغداد.
نبذة
تأسس في العشرينيات من قبل القوة الجوية الملكية البريطانية بإسم مطار البدوانية وقد سلمته بريطانيا للقوة الجوية العراقية في أواسط الثلاثينيات حيث كان يأوي بعض الطائرات المقاتلة والقاصفة الإيطالية (بريدا وسافوي) والتي تبرعت بها جمعية الطيران العراقية (الإسم القديم لنادي فرناس الجوي ) وقد تم قصفها من قبل القوة الجوية البريطانية خلال ثورة مايس 1941 وحطّمت محتوياته وكان مطاراً يستخدم لأغراض الرياضة الجوية المدنية منذ عام 1974 وقد تم تطويره بشكل جدي عند استلامه من قبل نادي فرناس الجوي بموجب القرار 435 لسنة 1987 من خلال تبليط المدرج الرئيسي بطول 1360 متر وبعرض 28 متر وال Taxi-Wayes وساحات وقوف الطائرات Aprons (مآزر) وبهو كبير ومطعم وكان يأوي أكثر من 58 طائرة عائدة للنادي ومجهز بسيطرة جوية وجهاز إرشاد (Homer) كما اتخذ منه مقراً للقوات الأمريكية (قوة الحصان الجامح) مع العلم أنه بالإمكان أن يطوّر ويكون مطاراً محليا فعالا مهما خصوصا لموقعه الاستراتيجي.